# Raorchestes tinniens
Raorchestes tinniens é uma espécie de anfíbio da família Rhacophoridae.
É endémica da Índia.
Os seus habitats naturais são: regiões subtropicais ou tropicais húmidas de alta altitude, campos de altitude subtropicais ou tropicais, plantações  e florestas secundárias altamente degradadas.
Está ameaçada por perda de habitat.